# Région circumboréale
Localisation
La région circumboréale est une région phytogéographique qui a été délimitée par Josias Braun-Blanquet et Armen Takhtajan. Le terme circumboréal qualifie la zone tempérée froide de l'hémisphère nord ainsi que l'arctique. Son nom vient du latin circum- signifiant « autour », et de boréale, du latin borealis lui-même issu du grec ancien Βορέας / Boréas signifiant « vent du nord ».

## Situation
La région circumboréale fait partie du royaume de l’Holarctique regroupant les écozones du Néarctique et du Paléarctique qui comprennent les portions nord de l’Amérique du Nord, de l’Europe, de l’Asie ainsi que la région arctique tout autour du pôle Nord..
Il s’agit de la plus grande région floristique du monde en termes de superficie. Elle est divisée en 15 provinces floristiques (Arctique, Europe atlantique, Europe centrale, Illyrie ou Balkan, Pont-Euxin, Caucase, Europe oriental, Europe du Nord, Sibérie occidentale, Altai-Sayan, Sibérie centrale, Transbaikalie, nord-est de la Sibérie, Okhotsk-Kamchatka, Canada incl. Grands lacs).  La région circumboréale est si vaste qu’elle contient de nombreux biomes.

## Biomes et écorégions terrestres
Dans la classification des écosystèmes proposée par le Fonds mondial pour la nature (WWF), ci-dessous, la classification des biomes et des écorégions de la région circumboréale dans l'écozone du Paléarctique.
| Liste des écorégions                          | Liste des écorégions | Liste des écorégions                                         | Liste des écorégions | Liste des écorégions | Liste des écorégions | Liste des écorégions | Liste des écorégions |
| Biome                                         | Code                 | Nom                                                          | Superficie           | Temp. min.           | Temp. max.           | Préc. moy.           | Statut               |
| --------------------------------------------- | -------------------- | ------------------------------------------------------------ | -------------------- | -------------------- | -------------------- | -------------------- | -------------------- |
| Forêts de feuillus et forêts mixtes tempérées | PA0402               | Forêts mixtes atlantiques                                    | 400 447 km2          | −1 °C                | 21 °C                | 65 mm                | Critique / En danger |
| Forêts de feuillus et forêts mixtes tempérées | PA0404               | Forêts mixtes des Balkans                                    | 224 768 km2          | −6 °C                | 25 °C                | 56 mm                | Critique / En danger |
| Forêts de feuillus et forêts mixtes tempérées | PA0405               | Forêts mixtes de la Baltique                                 | 117 107 km2          | −5 °C                | 19 °C                | 53 mm                | Critique / En danger |
| Forêts de feuillus et forêts mixtes tempérées | PA0406               | Forêts mixtes cantabriques                                   | 79 846 km2           | 0 °C                 | 22 °C                | 101 mm               | Vulnérable           |
| Forêts de feuillus et forêts mixtes tempérées | PA0408               | Forêts mixtes du Caucase                                     | 170 538 km2          | −17 °C               | 26 °C                | 74 mm                | Critique / En danger |
| Forêts de feuillus et forêts mixtes tempérées | PA0409               | Forêts de feuillus celtiques                                 | 210 027 km2          | 0 °C                 | 17 °C                | 91 mm                | Critique / En danger |
| Forêts de feuillus et forêts mixtes tempérées | PA0410               | Steppe et forêts claires d'Anatolie centrale                 | 101 493 km2          | −7 °C                | 23 °C                | 35 mm                | Vulnérable           |
| Forêts de feuillus et forêts mixtes tempérées | PA0412               | Forêts mixtes d'Europe centrale                              | 733 978 km2          | −10 °C               | 23 °C                | 50 mm                | Critique / En danger |
| Forêts de feuillus et forêts mixtes tempérées | PA0416               | Forêts subméditerranéennes de Crimée                         | 30 215 km2           | −4 °C                | 23 °C                | 66 mm                | Critique / En danger |
| Forêts de feuillus et forêts mixtes tempérées | PA0418               | Forêts mixtes des Alpes dinariques                           | 58 286 km2           | −6 °C                | 21 °C                | 105 mm               | Vulnérable           |
| Forêts de feuillus et forêts mixtes tempérées | PA0419               | Steppe boisée d'Europe orientale                             | 730 128 km2          | −18 °C               | 23 °C                | 47 mm                | Critique / En danger |
| Forêts de feuillus et forêts mixtes tempérées | PA0420               | Forêts décidues d'Anatolie orientale                         | 81 628 km2           | −8 °C                | 31 °C                | 49 mm                | Vulnérable           |
| Forêts de feuillus et forêts mixtes tempérées | PA0421               | Forêts de hêtres des basses terres anglaises                 | 45 770 km2           | 3 °C                 | 17 °C                | 59 mm                | Critique / En danger |
| Forêts de feuillus et forêts mixtes tempérées | PA0422               | Forêts de feuillus du Pont-Euxin et de la Colchide           | 74 513 km2           | −7 °C                | 24 °C                | 72 mm                | Critique / En danger |
| Forêts de feuillus et forêts mixtes tempérées | PA0429               | Forêts mixtes humides de l'Atlantique Nord                   | 38 835 km2           | 1 °C                 | 15 °C                | 124 mm               | Vulnérable           |
| Forêts de feuillus et forêts mixtes tempérées | PA0431               | Forêts mixtes pannoniques                                    | 307 716 km2          | −6 °C                | 22 °C                | 59 mm                | Critique / En danger |
| Forêts de feuillus et forêts mixtes tempérées | PA0432               | Forêts mixtes du bassin du Pô                                | 42 461 km2           | 0 °C                 | 24 °C                | 79 mm                | Critique / En danger |
| Forêts de feuillus et forêts mixtes tempérées | PA0433               | Forêts de conifères et mixtes des Pyrénées                   | 25 930 km2           | −4 °C                | 21 °C                | 93 mm                | Vulnérable           |
| Forêts de feuillus et forêts mixtes tempérées | PA0435               | Forêts mixtes d'altitude des Rhodopes                        | 31 685 km2           | −6 °C                | 23 °C                | 60 mm                | Critique / En danger |
| Forêts de feuillus et forêts mixtes tempérées | PA0436               | Forêts mixtes sarmatiques                                    | 850 317 km2          | −17 °C               | 20 °C                | 53 mm                | Critique / En danger |
| Forêts de feuillus et forêts mixtes tempérées | PA0444               | Forêts hémiboréales de Sibérie occidentale                   | 224 488 km2          | −20 °C               | 20 °C                | 39 mm                | Critique / En danger |
| Forêts de feuillus et forêts mixtes tempérées | PA0445               | Forêts de feuillus d'Europe occidentale                      | 493 836 km2          | −5 °C                | 22 °C                | 69 mm                | Critique / En danger |
| Forêts de conifères tempérées                 | PA0501               | Forêts de conifères et mixtes des Alpes                      | 149 871 km2          | −9 °C                | 23 °C                | 100 mm               | Vulnérable           |
| Forêts de conifères tempérées                 | PA0502               | Forêts d'altitude et steppe boisée de l'Altaï                | 142 875 km2          | −27 °C               | 22 °C                | 24 mm                | Vulnérable           |
| Forêts de conifères tempérées                 | PA0503               | Forêts de conifères calédoniennes                            | 22 112 km2           | −2 °C                | 14 °C                | 134 mm               | Critique / En danger |
| Forêts de conifères tempérées                 | PA0504               | Forêts d'altitude des Carpates                               | 125 335 km2          | −7 °C                | 19 °C                | 66 mm                | Vulnérable           |
| Forêts de conifères tempérées                 | PA0507               | Steppe boisée de la chaîne de l'Elbourz                      | 63 287 km2           | −10 °C               | 31 °C                | 30 mm                | Critique / En danger |
| Forêts de conifères tempérées                 | PA0511               | Forêts de conifères alpines de Honshu                        | 11 505 km2           | −8 °C                | 25 °C                | 127 mm               | Vulnérable           |
| Forêts de conifères tempérées                 | PA0512               | Forêts de conifères d'altitude des Monts Khangaï             | 2 902 km2            | −30 °C               | 12 °C                | 19 mm                | Critique / En danger |
| Forêts de conifères tempérées                 | PA0513               | Forêts de conifères et mixtes de la Méditerranée             | 23 091 km2           | 1 °C                 | 26 °C                | 58 mm                | Critique / En danger |
| Forêts de conifères tempérées                 | PA0515               | Forêts de conifères et décidues d'Anatolie septentrionale    | 101 410 km2          | −11 °C               | 23 °C                | 46 mm                | Critique / En danger |
| Forêts de conifères tempérées                 | PA0519               | Forêts de conifères d'altitude des monts Saïan               | 358 833 km2          | −34 °C               | 20 °C                | 49 mm                | Vulnérable           |
| Forêts de conifères tempérées                 | PA0520               | Forêts côtières de conifères scandinaves                     | 19 401 km2           | −8 °C                | 14 °C                | 151 mm               | Critique / En danger |
| Forêts boréales et taïga                      | PA0601               | Taïga de Sibérie orientale                                   | 3 922 555 km2        | −47 °C               | 20 °C                | 34 mm                | Stable / Intact      |
| Forêts boréales et taïga                      | PA0602               | Forêts de bouleaux et toundra alpine boréales d'Islande      | 92 077 km2           | −8 °C                | 11 °C                | 83 mm                | Stable / Intact      |
| Forêts boréales et taïga                      | PA0603               | Pelouses et forêts clairsemées du Kamtchatka et des Kouriles | 147 064 km2          | −21 °C               | 13 °C                | 62 mm                | Stable / Intact      |
| Forêts boréales et taïga                      | PA0604               | Taïga du Kamtchatka et des Kouriles                          | 15 294 km2           | −26 °C               | 15 °C                | 60 mm                | Stable / Intact      |
| Forêts boréales et taïga                      | PA0605               | Taïga sibérienne du Nord-Est                                 | 1 133 262 km2        | −51 °C               | 17 °C                | 25 mm                | Stable / Intact      |
| Forêts boréales et taïga                      | PA0606               | Taïga de Mandchourie et de la mer d'Okhotsk                  | 403 504 km2          | −37 °C               | 20 °C                | 59 mm                | Vulnérable           |
| Forêts boréales et taïga                      | PA0607               | Taïga de l'île de Sakhaline                                  | 68 944 km2           | −22 °C               | 17 °C                | 61 mm                | Vulnérable           |
| Forêts boréales et taïga                      | PA0608               | Taïga scandinave et russe                                    | 2 170 288 km2        | −25 °C               | 19 °C                | 50 mm                | Critique / En danger |
| Forêts boréales et taïga                      | PA0609               | Forêts de conifères de Transbaïkalie                         | 201 186 km2          | −30 °C               | 19 °C                | 35 mm                | Vulnérable           |
| Forêts boréales et taïga                      | PA0610               | Taïga d'altitude et toundra de l'Oural                       | 175 548 km2          | −26 °C               | 20 °C                | 51 mm                | Vulnérable           |
| Forêts boréales et taïga                      | PA0611               | Taïga de Sibérie occidentale                                 | 1 680 245 km2        | −28 °C               | 20 °C                | 43 mm                | Stable / Intact      |
| Prairies, savanes et brousses tempérées       | PA0801               | Steppe de l'Alaï et de l'Ouest du Tian Shan                  | 127 683 km2          | −11 °C               | 30 °C                | 27 mm                | Critique / En danger |
| Prairies, savanes et brousses tempérées       | PA0802               | Steppe et semi-désert de l'Altaï                             | 83 192 km2           | −21 °C               | 24 °C                | 33 mm                | Vulnérable           |
| Prairies, savanes et brousses tempérées       | PA0803               | Steppe d'Anatolie centrale                                   | 24 934 km2           | −1 °C                | 23 °C                | 30 mm                | Vulnérable           |
| Prairies, savanes et brousses tempérées       | PA0804               | Steppe boisée de Transbaïkalie                               | 209 634 km2          | −32 °C               | 20 °C                | 31 mm                | Vulnérable           |
| Prairies, savanes et brousses tempérées       | PA0805               | Steppe d'altitude d'Anatolie orientale                       | 168 382 km2          | −13 °C               | 29 °C                | 43 mm                | Critique / En danger |
| Prairies, savanes et brousses tempérées       | PA0806               | Steppe de la vallée de l'Emin                                | 65 135 km2           | −21 °C               | 29 °C                | 21 mm                | Vulnérable           |
| Prairies, savanes et brousses tempérées       | PA0807               | Prairies boréales des îles Féroé                             | 1 457 km2            | 2 °C                 | 11 °C                | 132 mm               | Vulnérable           |
| Prairies, savanes et brousses tempérées       | PA0808               | Forêts claires ouvertes des monts Hisor et Alaï              | 168 156 km2          | −17 °C               | 31 °C                | 50 mm                | Critique / En danger |
| Prairies, savanes et brousses tempérées       | PA0809               | Steppe boisée kazakhe                                        | 422 308 km2          | −20 °C               | 22 °C                | 34 mm                | Critique / En danger |
| Prairies, savanes et brousses tempérées       | PA0810               | Steppe kazakhe                                               | 807 557 km2          | −19 °C               | 25 °C                | 26 mm                | Critique / En danger |
| Prairies, savanes et brousses tempérées       | PA0811               | Hauts plateaux kazakhs                                       | 72 199 km2           | −18 °C               | 22 °C                | 25 mm                | Critique / En danger |
| Prairies, savanes et brousses tempérées       | PA0812               | Steppe du Moyen-Orient                                       | 132 288 km2          | 3 °C                 | 35 °C                | 27 mm                | Vulnérable           |
| Prairies, savanes et brousses tempérées       | PA0813               | Prairie mongole et mandchoue                                 | 889 460 km2          | −29 °C               | 24 °C                | 28 mm                | Critique / En danger |
| Prairies, savanes et brousses tempérées       | PA0814               | Steppe pontique                                              | 997 073 km2          | −16 °C               | 26 °C                | 38 mm                | Critique / En danger |
| Prairies, savanes et brousses tempérées       | PA0815               | Steppe intermontagneuse du Saïan                             | 34 057 km2           | −33 °C               | 19 °C                | 50 mm                | Vulnérable           |
| Prairies, savanes et brousses tempérées       | PA0816               | Steppe boisée de la Selenga et de l'Orkhon                   | 228 369 km2          | −33 °C               | 19 °C                | 30 mm                | Vulnérable           |
| Prairies, savanes et brousses tempérées       | PA0817               | Steppe boisée de Sibérie méridionale                         | 162 600 km2          | −24 °C               | 20 °C                | 46 mm                | Critique / En danger |
| Prairies, savanes et brousses tempérées       | PA0818               | Steppe aride des contreforts des monts Tian                  | 129 231 km2          | −23 °C               | 26 °C                | 32 mm                | Critique / En danger |
| Toundra                                       | PA1101               | Désert arctique                                              | 162 810 km2          | −35 °C               | 7 °C                 | 24 mm                | Stable / Intact      |
| Toundra                                       | PA1102               | Toundra de la mer de Béring                                  | 477 269 km2          | −34 °C               | 14 °C                | 32 mm                | Stable / Intact      |
| Toundra                                       | PA1103               | Toundra des monts Tcherski et de la Kolyma                   | 560 461 km2          | −52 °C               | 16 °C                | 27 mm                | Stable / Intact      |
| Toundra                                       | PA1104               | Toundra de la Péninsule tchouktche                           | 300 485 km2          | −37 °C               | 13 °C                | 25 mm                | Stable / Intact      |
| Toundra                                       | PA1105               | Toundra et toundra boisée de la chaîne du Kamtchatka         | 119 889 km2          | −28 °C               | 14 °C                | 59 mm                | Stable / Intact      |
| Toundra                                       | PA1106               | Toundra de la Péninsule de Kola                              | 59 185 km2           | −14 °C               | 13 °C                | 43 mm                | Critique / En danger |
| Toundra                                       | PA1107               | Toundra côtière du Nord-Est sibérien                         | 224 278 km2          | −43 °C               | 12 °C                | 16 mm                | Stable / Intact      |
| Toundra                                       | PA1108               | Toundra du Nord-Ouest russe et de la Nouvelle-Zemble         | 286 282 km2          | −28 °C               | 16 °C                | 37 mm                | Vulnérable           |
| Toundra                                       | PA1109               | Désert arctique des îles de Nouvelle-Sibérie                 | 37 247 km2           | −36 °C               | 6 °C                 | 12 mm                | Stable / Intact      |
| Toundra                                       | PA1110               | Forêts de bouleaux et prairies d'altitude scandinaves        | 244 865 km2          | −18 °C               | 14 °C                | 79 mm                | Vulnérable           |
| Toundra                                       | PA1111               | Toundra de la Péninsule de Taïmyr et de Sibérie centrale     | 962 154 km2          | −43 °C               | 15 °C                | 26 mm                | Vulnérable           |
| Toundra                                       | PA1112               | Trans-Baikal Bald Mountain tundra                            | 218 608 km2          | −40 °C               | 18 °C                | 44 mm                | Stable / Intact      |
| Toundra                                       | PA1113               | Désert arctique de l'île Wrangel                             | 7 600 km2            | −30 °C               | 4 °C                 | 18 mm                | Stable / Intact      |
| Toundra                                       | PA1114               | Toundra des péninsules de Yamal et Gydan                     | 415 131 km2          | −29 °C               | 16 °C                | 33 mm                | Vulnérable           |

Classification des biomes et écorégions de la partie circumboréale du Néarctique
| Liste des écorégions     | Liste des écorégions | Liste des écorégions                                           | Liste des écorégions | Liste des écorégions | Liste des écorégions | Liste des écorégions | Liste des écorégions |
| Biome                    | Code                 | Nom                                                            | Superficie           | Temp. min.           | Temp. max.           | Préc. min.           | Préc. max.           |
| ------------------------ | -------------------- | -------------------------------------------------------------- | -------------------- | -------------------- | -------------------- | -------------------- | -------------------- |
| Forêts boréales et taïga | NA0601               | Taïga d'altitude de la péninsule Alaska                        | 48 043 km2           | −10 °C               | 13 °C                | 37 mm                | 182 mm               |
| Forêts boréales et taïga | NA0602               | Forêts du Bouclier canadien central                            | 463 345 km2          | −25 °C               | 19 °C                | 18 mm                | 147 mm               |
| Forêts boréales et taïga | NA0603               | Taïga du golfe de Cook                                         | 28 015 km2           | −16 °C               | 15 °C                | 14 mm                | 123 mm               |
| Forêts boréales et taïga | NA0604               | Taïga du plateau Cooper                                        | 17 275 km2           | −22 °C               | 14 °C                | 4 mm                 | 179 mm               |
| Forêts boréales et taïga | NA0605               | Forêts de l'Est du Canada                                      | 488 587 km2          | −23 °C               | 19 °C                | 36 mm                | 199 mm               |
| Forêts boréales et taïga | NA0606               | Taïga du Bouclier canadien oriental                            | 757 250 km2          | −25 °C               | 15 °C                | 18 mm                | 128 mm               |
| Forêts boréales et taïga | NA0607               | Taïga des basses-terres de l'intérieur de l'Alaska et du Yukon | 446 261 km2          | −34 °C               | 16 °C                | 1 mm                 | 122 mm               |
| Forêts boréales et taïga | NA0608               | Forêts canadiennes médiocontinentales                          | 369 628 km2          | −26 °C               | 19 °C                | 10 mm                | 112 mm               |
| Forêts boréales et taïga | NA0609               | Forêts du Bouclier canadien occidental                         | 548 394 km2          | −28 °C               | 20 °C                | 11 mm                | 114 mm               |
| Forêts boréales et taïga | NA0610               | Forêts des Muskwa et du lac des Esclaves                       | 263 806 km2          | −30 °C               | 17 °C                | 11 mm                | 92 mm                |
| Forêts boréales et taïga | NA0611               | Forêts des hauts plateaux de Terre-Neuve                       | 16 391 km2           | −12 °C               | 16 °C                | 65 mm                | 173 mm               |
| Forêts boréales et taïga | NA0612               | Taïga du Bouclier canadien septentrional                       | 617 319 km2          | −32 °C               | 17 °C                | 5 mm                 | 97 mm                |
| Forêts boréales et taïga | NA0613               | Forêts du Nord de la Cordillère                                | 264 234 km2          | −27 °C               | 15 °C                | 0 mm                 | 206 mm               |
| Forêts boréales et taïga | NA0614               | Taïga des Territoires du Nord-Ouest                            | 348 147 km2          | −31 °C               | 17 °C                | 7 mm                 | 84 mm                |
| Forêts boréales et taïga | NA0615               | Landes océaniques du Sud d'Avalon et de Burin                  | 2 035 km2            | −5 °C                | 15 °C                | 89 mm                | 161 mm               |
| Forêts boréales et taïga | NA0616               | Taïga du Sud de la Baie d'Hudson                               | 375 339 km2          | −27 °C               | 17 °C                | 12 mm                | 113 mm               |
| Forêts boréales et taïga | NA0617               | Forêts sèches de l'intérieur du Yukon                          | 62 742 km2           | −29 °C               | 15 °C                | 0 mm                 | 146 mm               |
| Toundra                  | NA1101               | Toundra des chaînes Alaska et Saint-Élie                       | 152 718 km2          | −27 °C               | 15 °C                | 0 mm                 | 373 mm               |
| Toundra                  | NA1102               | Toundra des îles Aléoutiennes                                  | 12 141 km2           | −5 °C                | 12 °C                | 31 mm                | 194 mm               |
| Toundra                  | NA1103               | Toundra côtière de l'Arctique                                  | 98 909 km2           | −32 °C               | 14 °C                | 1 mm                 | 53 mm                |
| Toundra                  | NA1104               | Toundra des contreforts de l'Arctique                          | 130 032 km2          | −30 °C               | 13 °C                | 3 mm                 | 63 mm                |
| Toundra                  | NA1105               | Toundra côtière de l'île de Baffin                             | 9 172 km2            | −31 °C               | 6 °C                 | 1 mm                 | 45 mm                |
| Toundra                  | NA1106               | Toundra des basses-terres de Béringie                          | 151 820 km2          | −24 °C               | 14 °C                | 8 mm                 | 121 mm               |
| Toundra                  | NA1107               | Toundra des hautes-terres de Béringie                          | 97 953 km2           | −23 °C               | 14 °C                | 9 mm                 | 95 mm                |
| Toundra                  | NA1108               | Toundra des chaînes Brooks et British                          | 160 646 km2          | −33 °C               | 15 °C                | 0 mm                 | 61 mm                |
| Toundra                  | NA1109               | Toundra des hauts-plateaux de Davis                            | 88 523 km2           | −39 °C               | 6 °C                 | 0 mm                 | 91 mm                |
| Toundra                  | NA1110               | Toundra du Haut-Arctique                                       | 467 509 km2          | −44 °C               | 7 °C                 | 0 mm                 | 60 mm                |
| Toundra                  | NA1111               | Toundra alpine de l'intérieur du Yukon et de l'Alaska          | 234 132 km2          | −31 °C               | 15 °C                | 0 mm                 | 92 mm                |
| Toundra                  | NA1112               | Toundra arctique haute du Kalaallit Nunaat                     | 306 129 km2          | −38 °C               | 5 °C                 | 0 mm                 | 92 mm                |
| Toundra                  | NA1113               | Toundra arctique basse du Kalaallit Nunaat                     | 172 182 km2          | −30 °C               | 10 °C                | 4 mm                 | 211 mm               |
| Toundra                  | NA1114               | Toundra du Bas-Arctique                                        | 801 765 km2          | −36 °C               | 13 °C                | 2 mm                 | 85 mm                |
| Toundra                  | NA1115               | Toundra du Moyen-Arctique                                      | 1 040 236 km2        | −36 °C               | 11 °C                | 1 mm                 | 92 mm                |
| Toundra                  | NA1116               | Toundra alpine des monts Ogilvie et MacKenzie                  | 209 808 km2          | −33 °C               | 15 °C                | 0 mm                 | 87 mm                |
| Toundra                  | NA1117               | Toundra et champs de glace des monts de la côte pacifique      | 107 362 km2          | −22 °C               | 14 °C                | 22 mm                | 643 mm               |
| Toundra                  | NA1118               | Toundra des monts Torngat                                      | 32 463 km2           | −24 °C               | 9 °C                 | 13 mm                | 86 mm                |

## Types de végétation
La région circumboréale ne comprend aucune famille biologique endémique, mais elle possède quelques genres endémiques( Lunaria, Borodinia, Gorodkovia, Redowskia, Soldabella, Physospermum, Astrantia, Thorella, Pulmonaria, Erinus, Ramonda, Haberlea, Jankaea, Stratiotes, Telekia) et beaucoup d’espèces endémiques, plus particulièrement dans les montagnes.
Les types de végétation sont décrits principalement par les biomes.

### Toundra
On trouve dans la Toundra la formation végétale circumpolaire avec des plantes herbacées, plus particulièrement des lichens et des sous-frutescentes dont se nourrissent les rennes qui migrent vers la Taïga à l’approche de l’hiver. Le climat accompagné d'un permafrost, un sol gelé durant plusieurs années, ne permettent pas le développement de grands arbres, dans les régions les chaudes, on peut tout de même trouver des arbres pouvant atteindre 2 mètres. Cette région comprend des arbustes de la famille des Salicaceae et des Betulaceae, avec des formes naines. La toundra possède également des pelouses à Cyperaceae et Juncaceae. La croissance ralentit des plantes de la toundra est dues aux conditions climatiques extrêmes.

### Forêt boréalee/Taïga
Le froid, le sol et le drainage de cette région favorise la présence de conifères( Abies, Picea, Larix et Pinus).On trouve également quelques feuillus comme des espèces de la famille des Salicaceae, ainsi que des bouleaux et des sorbiers, se situant principalement aux abords des cours d’eau. Certains écosystèmes accueillent aussi des arbustes notamment des arbustes de la famille des Ericaceae.  La Taïga forme un vaste anneau circumpolaire(green halo) de plus de 15 000 000 km2 de forêt interrompue uniquement par le détroit de la Béring et l’océan Atlantique.
Ce biome est régulé par des perturbations majeures telles que des attaques de ravageurs mais plus particulièrement et plus majoritairement par les feux de forêts. Ces phénomènes permettent le recyclage de la matière organique en compensant le processus de décomposition ralentit dans ces forêts nordiques. On observe également localement des tourbières.

### Forêts tempérées décidues et mixtes
Dans les régions où les précipitations sont distribuées de façon générale tout au long de l’année, des feuillus se mêlent aux conifères. Les forêts tempérées décidues et mixtes se composent essentiellement de chênes (Quercus), d’hêtre(Fagus), de bouleaux(Betula) et d’érable (Acer spp.).
Ces forêts sont structurées en quatre strates qui sont une canopée d’arbres matures de grandes tailles, un ensemble d’arbres en pleine croissance, une couche d’arbuste et une couche au sol constituée de plantes herbacées. Les espèces dominantes ont des distributions généralisées.

### Forêts de conifères tempérées
Les conifères prédominent dans ces forêts mais parfois ils forment un mélanges avec des feuillus. Ce type de forêts se trouvent principalement dans certaines zones côtières, ou même à l’intérieur des terres. On y trouve un grand nombre d’espèce d’arbres : cèdre, cyprès, sapin, genévrier, pin. Le sous-bois est lui-aussi constitué d’une grande variété de plantes herbacées et d’arbustes.
Ces forêts sont généralement formées de deux strates : l’étage supérieur et inférieur

### Prairies, savanes et terres arbustives tempérées
Cette région possède un climat tempéré avec des précipitations faibles à modérées où principalement des plantes herbacées, notamment de la famille des Poacées dont les parties souterraines peuvent se maintenir plusieurs années dans le sol. Ces étendues herbacées ont une période végétative relativement courte due aux longs hivers, et leur aspect change énormément selon les saisons. Ces vastes prairies sont également appelées steppe, pampa ou selon le lieu[pas clair] où elles se trouvent.

## Provinces
- 1. Arctique

La province arctique comprend le Groenland, l'Islande, les zones dépourvues d'arbres de la Norvège, la Finlande, l'Alaska, le Canada et toutes les îles arctiques
La province arctique est essentiellement constituée du biome de la toundra. Elle couvre 800 000 km2 et regroupe plus d’une centaine d’espèces endémiques (ex. Ranunculus sabinei, Papaver polare)
- 2. Europe atlantique

La province de l'Europe atlantique est constituée de l'Irlande, du Royaume-Uni, d'Andorre, une partie du Portugal, l'Espagne, la France, la Belgique, les Pays-Bas, l'Allemagne, le Danemark et la Norvège. Cette province
La province de l’Europe atlantique comprend seulement deux genres endémiques (Petrocoptis et Thorella), et qu’une douzaine d’espèces endémiques (ex. Corydalis claviculata, Ulex europaeus)
- 3. Europe centrale

La province de l'Europe centrale est constituée de l'Autriche, la Suisse, le Luxembourg, la Pologne, la République tchèque, la Slovaquie, la Hongrie, une partie de la Croatie, la Slovénie, une partie de l'Italie, la France, la Belgique, les Pays-Bas, l'Allemagne, le Danemark, la Norvège, la Finlande, la Russie, l'Estonie, la Lettonie, la Lituanie, la Biélorussie, l'Ukraine, la Moldavie, la Roumanie.
La province d’Europe centrale comprend plusieurs genres endémiques (ex.Rhyzobotrya, Hacquetia, Hlandnikia, Berardia) et 10 à 15 % d’espèces endémiques (ex.Aconitum paniculatum, Dianthus alpinus, Rhododendron hirsutum)
- 4. Balkan ou Illyrie

La province de l'Illyrie, est constituée de la Bosnie-Herzégovine. la Serbie, le Kosovo, La République de Macédoine, la Slovénie, la Croatie, le Monténégro, l'Albanie, la Bulgarie, la Grèce et la Turquie
La province illyrienne comprend beaucoup d’endémismes, plusieurs genres (ex. Haberlea et Jankaea) et énormément d’espèces (ex.(e.g. Ramonda nathaliae, Ramonda serbica, Picea omorika).
- 5. Pont-Euxin

La province de Pont-Euxin comprend la Bulgarie, la Turquie, la Géorgie], la Russie autour de la mer Noire
La province du Pont-Euxin comprend deux genres endémiques (Chymsidia et Megacaryon) et beaucoup d’espèces endémiques (ex.Abies nordmanniana, Epimedium pubigerum, Quercus pontica, Quercus hartwissiana, Веtula medwedewii, Вetula megrelica), certaines de ces espèces sont communes avec la province caucasienne.
- 6. Caucase

La province caucasienne comprend la Russie, la Géorgie, l'Arménie, l'Azerbaijan.
On trouve cinq genres endémiques(Pseudovesicaria, Symphyoloma, Pseudobetckea, Trigonocaryum et Cladochaeta) dans la province caucasienne, et également beaucoup d’espèces endémiques (ex. e.g. Betula raddeana, Papaver oreophilum, Corydalis pallidiflora). De plus, plusieurs genres et espèces endémiques sont communes avec la province de Pont-Euxin (ex. Agasyllis, Sredinskya, Rhododendron caucasicum, Vaccinium arctostaphylos, Daphne pontica, Paris incompleta).
- 7. Europe orientale

L'Europe orientale comprend l'Estonie, la Lettonie, la Lituanie, la Russie, la Biélorussie, l'Ukraine, la Moldavie et la Roumanie-
La province de l’Europe orientale ne possède pas de genre endémique mais possède plusieurs espèces endémiques (ex. Anemone uralensis, Papaver maeoticum, Dianthus eugeniae, Dianthus krylovianus, Dianthus volgicus, Diplotaxis cretacea, Sisymbrium wolgense, Syrenia talievii, Pyrus rossica, Hedysarum cretaceum, Нedysarum ucrainicum, Erodium beketowii, Linaria cretacea, Linaria macroura, Scrophularia cretacea).
- 8. Europe du Nord

Europe du Nord est constituée de la Finlande, la Suède, la Norvège
La province d’Europe du Nord ne possède aucun genre endémique et seulement quelques espèces endémiques (ex. Corispermum algidum, Castilleja schrenkii)
- 9. Sibérie occidental

La Sibérie occidentale est constituée de la Russie et du Kazakhstan.
Tout comme la province d’Europe du Nord, la province sibérienne occidentale ne possède pas de genre endémique et que peu d’espèces endémiques.
- 10. Altai-Sayan

L'Altaï-Sayan comprend la Russie et la Mongolie
La province floristique de l’Altaï-Sayan ne comprend qu’un seul genre endémique (Microstigma) et plusieurs espèces endémiques (ex. Callianthemum sajanense, Eranthis sibirica, Aquilegia borodinii, Delphinium mirabile, Delphinium inconspicuum)
- 11. Sibérie centrale

La province centrale sibérienne ne possède aucun genre endémique et seulement quelques espèces endémiques.
- 12. Transbaïkali.

Transbaïkalie comprend des parts de la Russie et de la Mongolie.
La province transbaïkalienne est dépourvue de genre endémique, mais possède plusieurs espèces endémiques (ex. Aconitum montibaicalensis, Draba baicalensis, Saxifraga algisii).
- 13. Nord-Est de la Sibérie

La province du nord-est de la Sibérie ne possède qu’un seul genre endémique (Gorodkovia) et plusieurs espèces endémiques (ex. Corydalis gorodkovii, Androsace gorodkovii, Saxifraga anadyrensis).
- 14. Okhotsk-Kamchatka

Okhotsk‐Kamchatka est constituée de parties de la Russie.
La province d’Okhotsk‐Kamchatka n’a qu’un genre endémique (Redowskia) et plusieurs espèces endémiques (ex. Abies gracilis, Picea kamtschatkensis, Delphinium ochotense)
- 15. Canada incl. Grands lacs

Canada incl. grands lacs (Saint-Pierre et Miquelon, partie du Canada et des États-Unis) 

## Endémismes
Liste des genres et espèces endémiques selon les régions (la liste ne demande qu'à être complétée)
1. Arctique
Genres
Espèces(>100)
Ranunculus sabinei
Papaver polare
Salix arctica
Colpodium vahlianum
Сolpodium wrightii
Puccinellia angustata
2. Europe atlantique
Genres
Petrocoptis
Thorella
Espèces(12)
Corydalis claviculata
Ulex europaeus
Genista anglica
Deschampsia setacea
3. Europe centrale 
Genres
Rhizobotrya
Hacquetia
Hladnikia
Berardia
Espèces
Aconitum paniculatum
Dianthus alpinus
Rhododendron hirsutum
Soldanella carpatica
Rosa abietina
Saxifraga muscoides
Trifolium saxatile
Chaerophyllum villarsii
Heracleum carpaticum
Syringa josikaea
Valeriana tripteris
Campanula zoysii
Campanula carpatica
Pulmonaria filarzkyana
Leontopodium alpinum
Narcissus poeticus
Narcissus angustifolius
Gymnadenia albida
Carex carvula
Calamagrostis villosa
4. Balkan ou Illyrie
Genres
Haberlea
Jankaea
Espèces
Ramonda nathaliae
Ramonda serbica
Picea omorika
Pinus heldreichii
Pinus peuce
Rheum rhaponticum
Aesculus hippocastanum
Forsythia europaea
Lathraea rhodopea
Wulfenia baldacci
Solenanthus scardicus
Amphoricarpus neumayeri
Narthecium scardicum
Dioscorea balcanica
5. Pont-Euxin
Genres
Chymsidia
Megacaryon
Espèces
Abies nordmanniana
Epimedium pubigerum
Quercus pontica
Quercus hartwissiana
Веtula medwedewii
Вetula megrelica
Corylus colchica
Corylus pontica
Paeonia wittmanniana
Hypericum bupleuroides
Hypericum xylosteifolium
Rhododendron ungernii
Rhododendron smirnovii
Epigaea gaultherioides
Primula megaseifolia
Cyclamen adsharicum
Andrachne colchica
Trapa colchica
Staphylea colchica
Hedera colchica
Astrantia pontica
Heracleum mantegazzianum
Seseli rupicola
Rhamnus imeretinus
Osmanthus decorus
Trachystemon orientalis
Rhamphicarpa medwedewii
Gentiana paradoxa
Scabiosa olgae
Campanula mirabilis
Campanula lactiflora
Inula magnifica
Lilium ponticum
Ruscus colchicus
Dioscorea caucasica
Campanula mirabilis)
6. Caucase
Genres
Pseudovesicaria
Symphyoloma
Pseudobetckea
Trigonocaryum
Cladochaeta
Espèces
Betula raddeana
Papaver oreophilum
Corydalis pallidiflora
Сorydalis emanuelii
Cerastium kasbek
Сerastium argenteum
Сerastium multiflorum
Minuartia inamoena
Silena lacera
Gypsophila acutifolia
Dianthus fragrans
Sobolevskia caucasica
Draba bryoides
Draba elisabethae
Draba supranivalis
Draba molissima
Draba ossetica
Primula bayernii
Saxifraga subverticillata
Sedum stevenianum
Geranium renardii
Oxytropis owerinii
Genliana grossheimii
Gentinana septemfida
var. lagodechiana
Gentiana marcowiczii
Veronica caucasica
Campanula andina
Centaurea amblyolepis
Lilium monadelphum
Galanthus latifolius
Ornithogalum magnum
Colchicum laetum
Asphodoline tenuior
Gagea helenae
Calamagrostis caucasica
7. Europe orientale 
Genres
Espèces
Anemone uralensis
Papaver maeoticum
Dianthus eugeniae
Dianthus krylovianus
Dianthus volgicus
Diplotaxis cretacea
Sisymbrium wolgense
Syrenia talievii
Pyrus rossica
Hedysarum cretaceum
Нedysarum ucrainicum
Erodium beketowii
Linaria cretacea
Linaria macroura
Scrophularia cretacea
8. Europe du Nord
Genres
Espèces
Corispermum algidum
Castilleja schrenkii)
9. Sibérie occidentale
Genres
Espèces
10. Altaï-Sayan
Genres
Microstigma
Espèces
Callianthemum sajanense
Eranthis sibirica
Aquilegia borodinii
Delphinium mirabile
Delphinium inconspicuum
Aconitum krylovii
Aconitum altaicum
Anemone baicalensis
Ranunculus sajanensis
Gymnospermium altaicum
Betula kelleriana
Stellaria martjanovii
Stellaria imbricata
Stellaria irrigua
Silene turgida
Aphragmus involucratus
Erysimum inense
Euphorbia alpina
Euphorbia altaica
Euphorbia tshuiensis
Rhodiola algida
Sedum populifolium
Chrysosplenium filipes
Caragana altaica
Vicia lilacina
Lathyrus frolovii
Lathyrus krylovii
Linum violascens
Scrophularia altaica
Schizonepeta annua
Valeriana petrophila
Brachanthemum baranovii
Echinops humilis
Saussurea serratuloides
Saussurea sajanensis
Allium pumilum
Carex tatjanae
espèces du genre d' AstragalusetOxytropis
11. Sibérie centrale
Genres
Espèces
12. Transbaïkalie
Genres
Espèces
Aconitum montibaicalensis
Draba baicalensis
Saxifraga algisii
Potentilla adenotricha
Astragalus trigonocarpus
Oxytropis heterotricha
Mertensia serrulata)
13. Nord-est de la Sibérie
Genres
Gorodkovia
Espèces
Corydalis gorodkovii
Androsace gorodkovii
Saxifraga anadyrensis
Potentilla anadyrensis
Potentilla tollii
Helictotrichon krylovii
Poa lanatiflora
14. Okhotsk-Kamchatka
Genres
Redowskia
Espèces
Abies gracilis
Picea kamtschatkensis
Delphinium ochotense
Aconitum ajanense
Aconitum ochotense
Corydalis redowskii
Stellaria peduncularis
Arenaria redowskii
Lychnis ajanensis
Sorbus kamtschatcensis
Oxytropis ajanensis
Oxytropis tilingii
Sambucus kamtschatica
15. Canada incl. Grands lacs
Genres
Espèces

## Paléoclimats[3]
Il y a 200 millions d’années(Trias), l’Eurasie et l’Amérique du Nord formaient un supercontinent nommé Laurasie, ils partageaient donc leur flore. Celle-ci est restée similaire après la séparation des deux plaques il y a 65 millions d’années. 
Des ponts terrestres comme celui de Béring se sont périodiquement formés entre l’Alaska et la Sibérie, permettant à nouveau aux deux plaques de communiquer. Béring fut également un refuge lors des fortes fluctuations climatiques, c'est pourquoi il fut un hot spot de diversité et d'endémisme.
Durant le Pléistocène, les glaciations ont grandement affecté la flore de la région, engendra un faible taux d'endémisme et une dispersion limité également par des barrières physiques comme les océans et les montagnes. On a donc aujourd’hui une flore jeune datant d’avant ces bouleversements climatiques.

## Réchauffement climatique globale
Les écosystèmes boréales et arctiques sont davantage susceptible au réchauffement climatique. En effet la hausse des températures fait fondre les calottes glaciaires et le permafrost subit par un endroit un dégel provoquant une déstabilisation du sol.
Le réchauffement des régions polaires y est deux fois plus rapide que partout ailleurs sur le Globe. Récemment, les régions de l’Arctique ont connu une inquiétante poussée de fièvre avec un réchauffement moyen de 1,2 °C et jusqu’à 2 à 3 °C par décennie, localement en Alaska et en Sibérie.

## Préservation et sauvegarde
Le CAFF (Conservation of Arctic Flora and Fauna) ainsi que son sous-groupe le CBMV (Circumboreal Vegetation Mapping group) cherchent à mettre en commun diverses études pour établir des cartes qui permettront une vision plus globale des écosystèmes pour assurer leur préservation et pour mettre en œuvre des projets pour le maintien de la diversité spécifique.